# FC Heilbronn
Maillots
Le  FC Heilbronn est un club allemand de Football localisé dans la ville de Heilbronn dans le Bade-Wurtemberg.
Le club tire sa forme et son nom actuel d’une fusion survenue en 2003 entre deux très anciens clubs locaux, le VfR Heilbronn et l’Heilbronner SpVgg 07.
À noter que les deux clubs avaient déjà fusionné en…1907, avant que le SpVgg ne soit refondé vingt ans plus tard.

## Histoire

### VfR Heilbronn

ancien logo du VfR Heilbronn

Ce club fut celui des deux concernés par la fusion de 2003 qui eut l'Histoire la plus dense ou, en tout cas, qui évolua dans les séries les plus hautes.
En 1896 fut fondé le Heilbronner Fußball Club 96 qui durant la décennie suivante engloba plusieurs autres clubs locaux, en commençant en 1900 avec l’équipe d’un lycée appelée Schüler Fußball Club. 
Peu après, le club fusionna avec le Württemberger Fußball Club pour former le Heilbronner Fussballgesellschaft (FG) . En 1907, il fut rejoint par le FC Amicitia Heilbronn.
En 1913, il engloba le Sportverein Adler et  prit alors le nom de Heilbronner Fußballvereinigung (FV) .
Ce fut en 1920 qu’il adopta le nom de Verein für Rasenspiele (VfR) Heilbronn et commença à jouer en Kreisliga Württemberg. La plus haute ligue régionale de l’époque.
En 1933, le VfR Heilbronn devint un des fondateurs de la Gauliga Württemberg, une des seize ligues – équivalent à une D1 – créées par la réforme des compétitions de football exigée par les Nazis dès leur arrivée au pouvoir. Le VfR ne joua cependant que 13 rencontres avant d’être disqualifié en raison de soucis financiers (à noter que les Nazis furent toujours farouchement opposés au professionnalisme).
En 1934, le club disparut en étant englobé dans des fusions exigées par le régime nazi. Mais la même année, le club fut reconstitué sous la dénomination Sportverein Heilbronn 96qui en 1937 reprit son nom de Verein für Rasenspiele (VfR) Heilbronn .
Le club remonta en Gauliga en 1941 et y joua deux saisons avant d’être relégué.
Après la Seconde Guerre mondiale, tous les clubs furent dissous sur ordre des Alliés qui souhaitaient purger le pays du Nazisme. Le VfR Heilbronn fut rapidement reconstitué et joua en Amateurliga Württemberg (équivalent D3). 
En 1956, le club monta Zweites Liga Süd (D2) mais n’y resta qu’une saison. Il revint au 2e niveau de la pyramide en 1962. Mais il fut relégué après un seul exercice. 
Le VfR tenta de remonter mais échoua. Il resta dans les séries amateurs et lutta pour ne pas reculer dans la hiérarchie au fil que les séries se structurèrent. Finalement, il fut promu en 1969 vers la Regionalliga Süd (équivalent D2) et y resta jusqu’en 1975.
Le club participa plusieurs fois aux premiers tours de la  DFB Pokal durant les années 1970.
En 1974, le VfR Heilbronn termina 12e sur 18 en Regionalliga Süd mais fut repris pour faire partie de la Zweites Bundesliga Süd (D2) créée à partir de la saison suivante. En 1975, 17e sur 20, le club fut relégué dans le labyrinthe des ligues de Verbandsliga (le club est localisé dans une région qui à cette époque n’avait pas d’Oberliga sous le deuxième niveau national).
Durant les décennies suivantes, le VfR recula progressivement dans la hiérarchie jusqu’à ce qu’en 2002 ses soucis financiers ne rendent obligatoire une fusion avec son voisin du SpVgg.

### Heilbronner SpVgg 07
Le Heilbronner Spielvereinigung fut créé en 1907 sous le nom de Sportverein Adler. Ce club fut englobé après peu de temps par le VfR Heilbronn (voir ci-dessus).
En 1927, le Heilbronner Spielvereinigung est reformé. Six ans plus tard, il se joint au Turnerbund Heilbronn pour former le Heilbronner Spvgg 07.
Dissous comme tous les clubs, après la Seconde Guerre mondiale, le SpVgg 07 fut rapidement reconstitué.
Le club évolua en permanence dans les divisions inférieures. Au fil des saisons, il entretint toujours de bonnes relations avec son voisin du VfR (sous ses différentes formes) jusqu’à ce que les deux entités fusionnent en 2003.

### FC Heilbronn
Après la fusion, le club formé prit le nom de Fussball-Club Heilbronn et remplaça le VfR en Verbandsliga Wurtemberg. Le club descendit en Landesliga Wurtemberg en 2004.

## Palmarès
- Champion de Verbandsliga Wurtemberg (4e niveau): 1979, 1986, 1997
- Champion de Verbandsliga Wurtemberg (5e niveau): 1999
- Champion d’Amateurliga Wurtemberg (3e niveau): 1956
- Champion d’Amateurliga Wurtemberg Nord (3e niveau): 1969

## Sources et liens externes
- Website officiel du FC Heilbronn
- Abseits Guide to German Soccer